# Tepidario

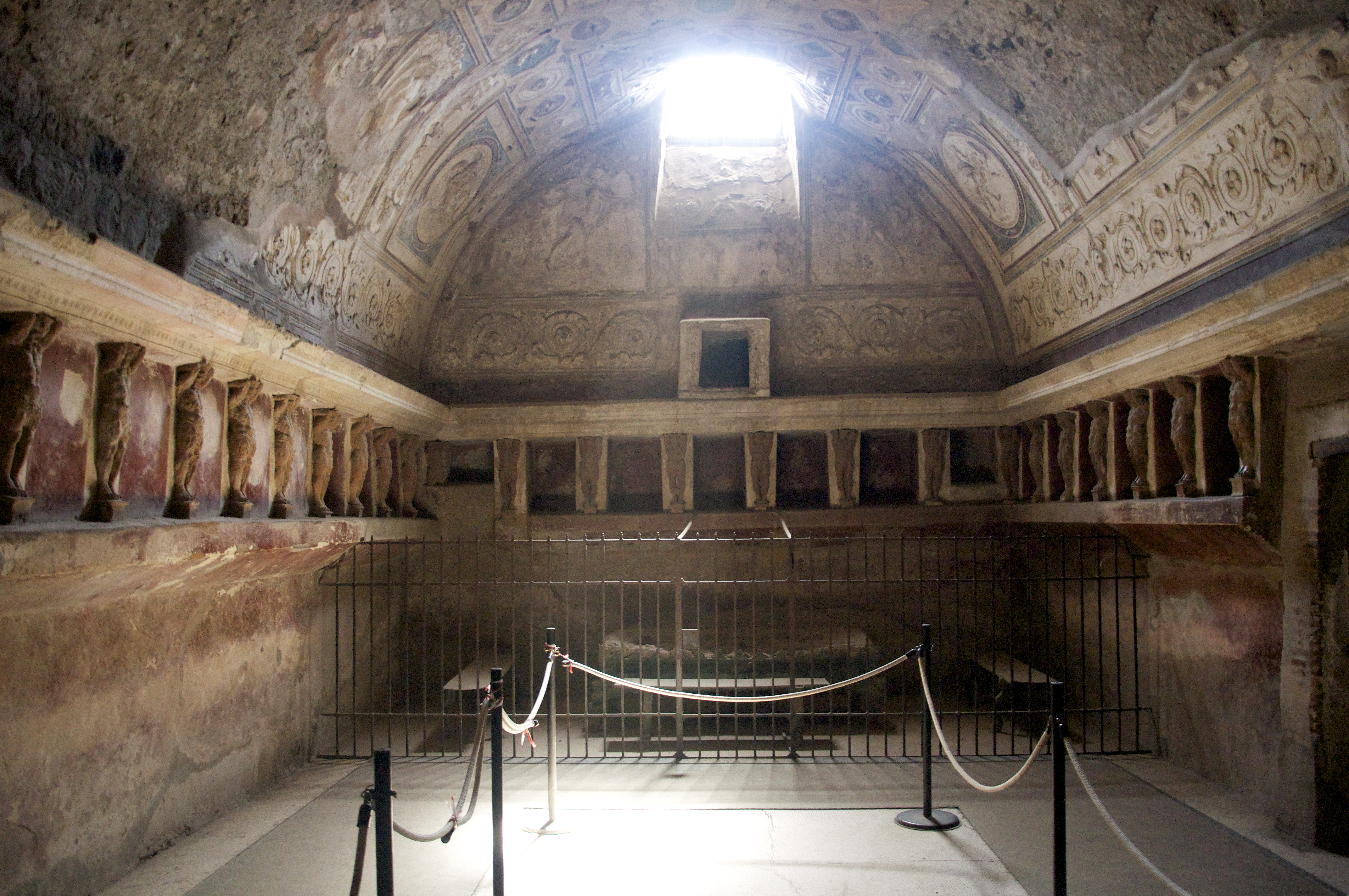
Pompei, Tepidario

Il tepidario (dal latino tepidarium, da tepidus = tiepido) era la parte delle antiche terme romane destinata ai bagni in acqua tiepida. 
Le antiche terme romane erano costituite di norma da una successione di stanze, con all'interno la sala del frigidario, solitamente circolare e con copertura a cupola e acqua a temperatura bassa, seguita all'esterno dal calidario, generalmente rivolto a mezzogiorno, con bacini di acqua calda; probabilmente situato tra il frigidario e il calidario, una stanza mantenuta a temperatura moderata (il tepidario, per l'appunto). Riscaldato moderatamente da una corrente d'aria calda che passava sotto il pavimento sorretto da suspensura, il tepidario era un ambiente di passaggio tra le sale del calidario, destinate ai bagni caldi e alla sudorazione, e al frigidario, la sala destinata ai bagni freddi. 
Dal tepidario delle grandiose terme di Diocleziano, a Roma, è stata ricavata l'attuale basilica di Santa Maria degli Angeli.